# Кязим Карабекір (станція метро, лінія М7)
41°05′06″ пн. ш. 28°54′35″ сх. д. / 41.084944° пн. ш. 28.909778° сх. д.
Кязим Карабекір (тур. Kâzım Karabekir) — метростанція на лінії М7 Стамбульського метро.
Станцію було відкрито 28 жовтня 2020

Розташування: розташована в мікрорайоні Кязим Карабекір району Газіосманпаша, під рогом вулиць Абді Іпекчі — Хекімсую.
Конструкція: колонна трипрогінна станція мілкого закладення типу горизонтальний ліфт з однією острівною прямою платформою.
Пересадки
- Автобуси: 36L, 36T, 47K, 38B, 38Z, 49, 49G, 49M, 88, 88A, 399C, HT5, MK49, MK53
- Маршрутки: Еюпсултан-Газі Махаллесі, Еюпсултан-Джебеджі Махаллесі, Отогар-Юнус Емре Махаллесі, Газі Махаллесі-Топкапи

| Попередня станція                 | Лінія | Лінія                           | Лінія | Наступна станція        |
| --------------------------------- | ----- | ------------------------------- | ----- | ----------------------- |
| Ешилпинар до Шишлі — Меджидієкьой |       | M7 (Стамбульський метрополітен) |       | Єнімахалле до Махмутбей |